# Thema (Fernsehsendung)
Thema ist eine österreichische Informationssendung, die montagabends auf ORF 2 ausgestrahlt wird. In der Sendung werden aktuelle Themen dokumentiert und mit Experten besprochen.

## Inhalt und Geschichte
Die Beiträge kommen aus den Bereichen Chronik, Gesellschaftspolitik, Soziales und Kurioses. Meistens handelt es sich um aktuell diskutierte Themen, mitunter werden aber auch medial in den Hintergrund gedrängte Probleme behandelt.
Hauptmoderator der Sendung ist Christoph Feurstein, gelegentlich führt Andrea Puschl durch die Sendung.
Wie zuletzt am 12. Jänner 2009 wurde mit der Ausgabe vom 11. Jänner 2016 das Erscheinungsbild der Sendung geändert. Sie wird nun aus einem neuen Studio samt neuer Titelmelodie (Signation genannt) präsentiert. Das Logo wird jetzt ausschließlich mit Kleinbuchstaben geschrieben. Im Hintergrund und bei Einblendungen am Bildschirm dominiert nun die Farbe Rot. 

## Erwähnenswerte Sendungen
- Natascha Kampusch –  Das erste Interview war die erste Sendung, in der die entführte Natascha Kampusch über ihre Zeit in Gefangenschaft von Wolfgang Přiklopil sprach.
- Natascha Kampusch – Ein Jahr danach war das Interview, das ein Jahr nach der Flucht Kampusch’ aus ihrer Gefangenschaft gezeigt wurde.

## Auszeichnungen
- Der Tag an dem die Welt den Atem anhielt – Tschernobyl wurde mit dem CNN Journalist Award ausgezeichnet (Christoph Feurstein).
- 2018: Fernsehpreis der Österreichischen Erwachsenenbildung 2017 für die Thema-Reportage Hass im Internet an Christoph Feurstein und Oliver Rubenthaler[3]

Logo bis Ende 2008

Logo bis Ende 2015